# Patrick Argüello
Patricio José Argüello Ryan, genannt Patrick Joseph Arguello (* 29. März 1943 in San Francisco; † 6. September 1970 in London) war ein US-amerikanischer Terrorist und Mitglied der nicaraguanischen Frente Sandinista de Liberación Nacional, der am 6. September 1970 beim Versuch, gemeinsam mit der PFLP-Terroristin Leila Chaled ein Passagierflugzeug in seine Gewalt zu bringen, getötet wurde.

## Leben
Im Alter von drei bis 13 lebte Argüello mit seinen Eltern in Nicaragua. Sein Vater war Nicaraguaner, seine Mutter US-Amerikanerin. 1956 floh seine Familie nach der Ermordung des Diktators Anastasio Somoza García aus dem Land und zog nach Los Angeles.
Er wuchs in Kalifornien auf und begann schon als Jugendlicher, sich für Politik zu interessieren. Von seinem Umfeld als sensibler, introvertierter junger Mann wahrgenommen, war er von Ereignissen wie der kubanischen Revolution fasziniert, ohne dass seine Familie jedoch diese Anzeichen revolutionärer Leidenschaft wahrnahm.
In den 1960er Jahren erwarb Argüello an der University of California, Los Angeles (UCLA) einen Studienabschluss in Lateinamerikastudien. 1967 erhielt er ein Fulbright-Stipendium für einen Studienaufenthalt in Chile. In den späten 1960er Jahren schloss er sich den Sandinisten an, einer marxistisch orientierten Gruppe, die an der Spitze einer breiten Widerstandsbewegung gegen die Somoza-Dynastie in Nicaragua kämpfte. Die international mit anderen linksrevolutionären bewaffneten Gruppen zusammenarbeitende FSLN unterhielt unter anderem auch Kontakte zur Volksfront zur Befreiung Palästinas (PFLP).

## Flugzeugentführung und Tod
Argüello wurde bei dem Versuch, gemeinsam mit der PFLP-Terroristin Leila Chaled ein Verkehrsflugzeug der El Al in seine Gewalt zu bringen, von israelischen Flugsicherheitsbegleitern erschossen.
Etwa 20 Minuten nachdem das Flugzeug am 6. September 1970 von Amsterdam in Richtung New York abgehoben und beinahe seine Gipfelhöhe erreicht hatte, erhoben sich Argüello und Khaled in der Touristenklasse und zückten ihre Waffen. Argüello bedrohte Passagiere und Crew mit einer Granate und einer Handfeuerwaffe und verlangte, ins Cockpit vorgelassen zu werden. Er verletzte Flugbegleiter durch Schüsse. Der Kapitän des Flugzeuges irritierte die Entführer jedoch mit einem überraschenden Flugmanöver, so dass Flugsicherheitsbegleiter die Gelegenheit nutzen konnten, das Feuer auf Argüello zu eröffnen.
Argüello wurde getroffen und, je nach Darstellung sterbend oder bereits tot, aus der Maschine getragen, nachdem diese in London notgelandet war.
Argüellos Grab befindet sich in Nicaragua in der zum Municipio Nagarote (Departamento León) gehörenden Ortschaft Momotombo, wo er seine Kindheit verbrachte.

## Sonstiges
Das dreiköpfige Kommando der Japanischen Roten Armee, das 1972 das Massaker am Flughafen Lod verübte, wurde in einem Bekennerschreiben als Gruppe des Märtyrers Patrick Arguello bezeichnet.
1983 benannte die sandinistische Regierung ein geothermisches Kraftwerk am nicaraguanischen Vulkan Momotombo nach Argüello. Unter Präsident Arnoldo Alemán wurde der Name 2001 durch den von Andrés Castro ersetzt, einem Nationalhelden des Unabhängigkeitskampfs des 19. Jahrhunderts.
2014 sorgte eine kontroverse Äußerung mit Bezug auf Argüello für einen Skandal innerhalb der sandinistischen Bewegung: In einem Interview hatte Leticia Herrera, frühere FSLN-Guerillakämpferin und Mutter eines Kindes mit Daniel Ortega, ihren Genossen Patricio Rosales beschuldigt, mittelbar für Argüellos Tod verantwortlich zu sein. Als politischer Chef der Organisation im Pariser Exil habe Rosales Argüello 1970 erst in letzter Minute anstelle der ursprünglich vorgesehenen Herrera und ihres damaligen Ehemanns, René Tejada, für die Flugzeugentführung eingeteilt. Argüello habe deshalb von einigen der im Lauf der Vorbereitung der Aktion beschlossenen Details nichts gewusst, was ihn sein Leben gekostet habe. Herrera wurde in Folge der Veröffentlichung der Äußerung von den sandinistischen Richtern des Obersten Gerichtshofs, dem damals auch Rosales angehörte, von ihrem Posten als Leiterin der Abteilung für Konfliktmediation und alternative Konfliktlösungsstrategien (DIRAC) abgesetzt.